# Cladonia nitidella
Cladonia nitidella är en lavart som beskrevs av S. Hammer. Cladonia nitidella ingår i släktet Cladonia och familjen Cladoniaceae.   Inga underarter finns listade i Catalogue of Life.